# هيروكي أوكو
هيروكي أوكو (باليابانية: 奥井 大貴) (27 يونيو 1999 في أوساكا في اليابان – )؛ هو لاعب كرة قدم سابق كان يلعب كمدافع.

## وصلات خارجية
- هيروكي أوكو على موقع رابطة كرة القدم اليابانية للمحترفين (اليابانية)